# Смыч
Смыч — деревня в Батецком муниципальном районе Новгородской области, относится к Передольскому сельскому поселению.
Смыч расположен на правобережье реки Луга, в 1,5 км западнее деревни Радовеж и 1,5 км восточнее деревни Покровка. Административный центр муниципального района — посёлок Батецкий находится в 21 км северо-западнее деревни.
В деревне в 2006 году было 17 дворов. Через деревню проходит автомобильная дорога от станции Мойка до города Луга.
Во время Великой Отечественной войны здесь воевал липецкий поэт и писатель Борис Николаевич Цветаев, у него есть стихотворение о деревне:
Стоишь над речкою — изба к избе
У старых лип и тополей.
Не стерлась в памяти моей
Тропинка партизанская к тебе.
И родничок знакомый не иссяк,
Пульсирует, гоня струю.
Я помню, Смыч, и хлеб твой, и табак,
И баньку жаркую твою.
Уснула деревенька в поздний час.
Лишь слышен кряквы редкий клич.
И верить хочется:
Ещё не раз
К тебе приеду летом,
Добрый Смыч.
Разлито в чистом воздухе тепло.
И неподвижны надо мной
И ветка ели молодой,
 И белой ночи синее крыло. 